# Коняєв Микола Миколайович
Коняєв Микола Миколайович (1881, Мценськ, Орловська губернія — 10 січня 1918 (28 грудня 1917 року), Дебальцеве, Бахмутський повіт, Катеринославська губернія) — керівник осередку анархо-синдикалістської організації «Індустріальні робітники світу» в УНР (1917).
У 1905 р. був одним із лідерів «Сочинської республіки». Після поразки емігрував. За кордоном захопився ідеями анархо-синдикалізму.
У 1917 році повернувся до Росії.
У Дебальцевому утворив осередок організації Індустріальні робітники світу. Обраний головою Криндачівської ради робітничих та солдатських депутатів, організував червоногвардійський загін.
Газета «Вільний Дон» називала Миколу правонаступником місцевого революціонера Переверзеева Микити якого вбили 4 грудня. Далі в газеті писалось:
«Коняєв єврей з Америки користується у робочих великою популярністю. Він прихильник крутих заходів, тоді як Переверзееву не чужа була дипломатія.»
Загинув в ході бою за Дебальцеве 10 січня 1918 року (28 грудня 1917 року).